# Paul Huet
Pour les articles homonymes, voir Huet.
Paul Huet, né à Paris le 3 octobre 1803 et mort dans la même ville le 9 janvier 1869, est un peintre et graveur français.
Il est l'élève de Pierre-Narcisse Guérin et d'Antoine-Jean Gros, mais est en rupture avec eux. Paul Huet reste connu pour ses paysages romantiques, œuvres tourmentées à la touche large, aux couleurs contrastées et aux sujets menaçants. Jouant d'opposition marquée d'ombres et de lumières devant une nature sauvage, Paul Huet a été un des peintres les plus proches de Lamartine, par l'expression romantique du paysage. Surnommé « le Delacroix du Paysage », la modernité de sa peinture par sa facture, ses couleurs, sa quasi absence de sujet, son travail en plein air font de l'artiste un précurseur de l'impressionnisme.

## Biographie

### Formation

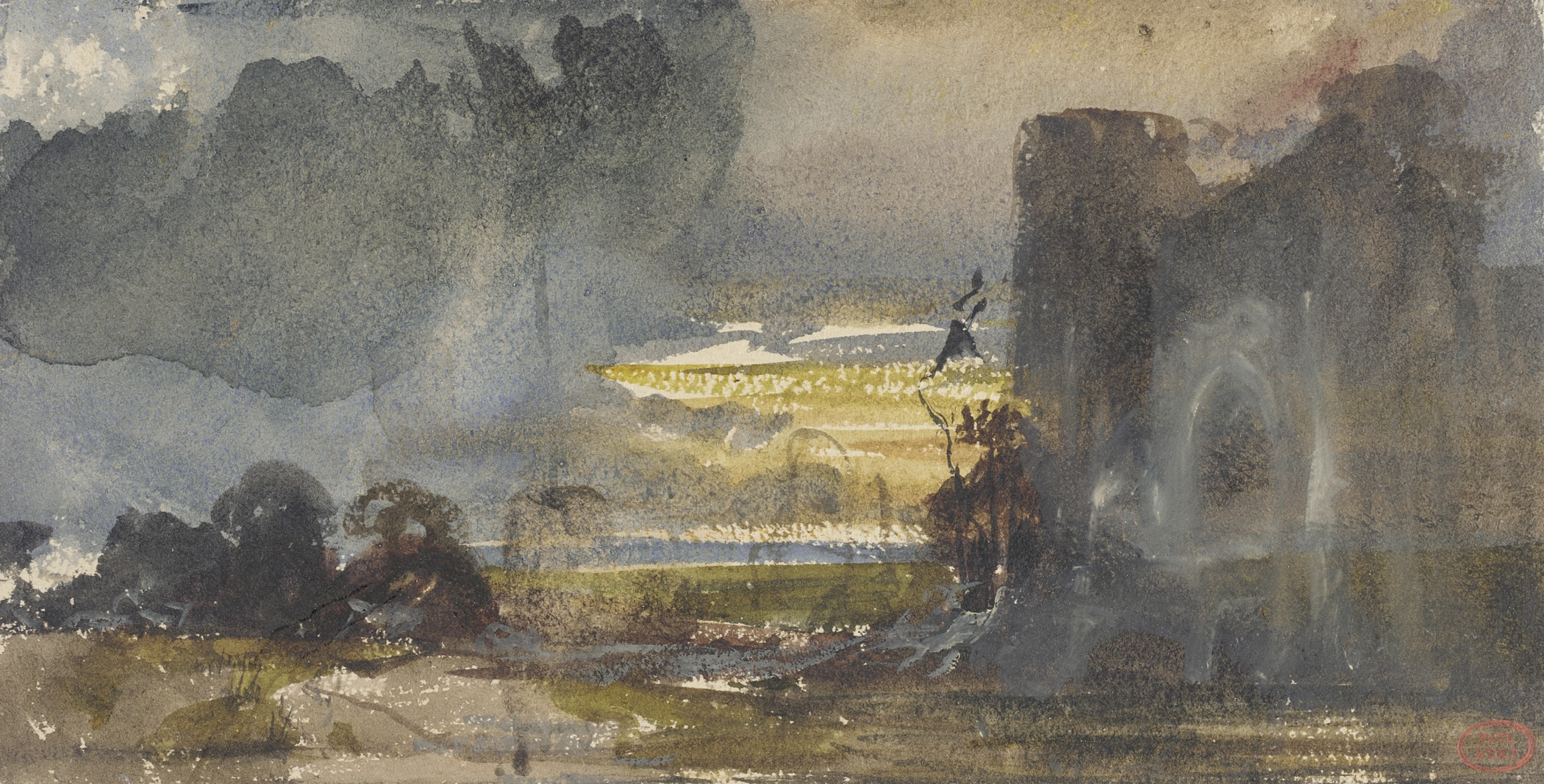
Paysage romantique avec Château, aquarelle, musée d'Art du comté de Los Angeles.

Paul Huet naît à Paris le 3 octobre 1803 au 212, rue des Boucheries-Saint-Germain, cinquième enfant d'une famille rouennaise de drapiers normands ruinée par la Révolution et l'Empire.
Il perd sa mère en 1810 et devient pensionnaire à Choisy-le-Roi, puis étudie au lycée Henri-IV à Paris. Il est impressionné par une eau-forte de Rembrandt sur laquelle est écrit en latin « Tacet, sed loquitur » (« muette mais parlante »).
En 1816, il devient l'élève de Jean Julien Deltil, dans son atelier de l'île Seguin qu'il fréquente pendant dix ans. Il suit également les cours de Pierre-Narcisse Guérin dont l'académisme le rebuta. Guérin lui déclare qu'« il ne sera jamais qu'un petit Van Loo » et « jamais prix de Rome ». À partir de 1819, il est dans l'atelier d'Antoine-Jean Gros aux Beaux-Arts de Paris. Il est fasciné par le Chasseur à Cheval de Théodore Géricault.
Il étudie avec Gros de 1818 à 1822, non sans difficultés, car ce dernier le récuse comme élève au début. Il commence sa série de cavaliers avec Le Retour du grognard. En 1822, à l'Académie Suisse, il rencontre Eugène Delacroix qui vient de présenter au Salon sa Barque de Dante et celui-ci vient le voir peindre L'Orage à la fin du jour ou Le Cavalier dans sa chambre du 27, rue Madame. Une profonde amitié va unir les deux hommes pendant toute leur vie.
La mort de son père en 1823 le met en difficulté financière. Il peint alors de nombreux bouquets de fleurs et séjourne en Normandie, où il peint des paysages lors de voyages pittoresques qu'il pratique toute sa vie durant (Houlgate, Trouville-sur-Mer ou Granville).
En 1826, il rencontre Bonington, qui l'initie à l'art de Constable qu'il a découvert au Salon de 1824. Le graveur anglais Samuel William Reynolds, graveur de Joshua Reynolds, vient le visiter et l'encourager. Influencé par Bonington et les frères Fiedling, il est reproché à Huet d'être un imitateur de l'école anglaise, mais il est aussi, par la suite, crédité d'avoir initié le travail des paysagistes qui peignaient sur le motif, hors des ateliers.
Fin 1829, Paul Huet réalise une  Vue générale de Rouen, prise du Mont-aux-Malades pour un diorama,.

### Début au Salon
Bien que gravement malade en 1826 — probablement à cause de malnutrition —, Paul Huet débute au Salon en 1827. En 1828, il séjourne à nouveau en Normandie, où il développe avec Bonington un fructueux échange artistique, au cours de séances de travail en plein air. On peut voir dans les œuvres de cette période l'influence de Turner dont les River's Scenery pousse Paul Huet dans une nébulosité et une imprécision.
Victor Hugo découvre son atelier avec enthousiasme : « C'est un jeune homme du plus beau talent. Vous partagerez la satisfaction de Delacroix et la mienne », écrit-il. Républicain engagé, Paul Huet prend part aux journées de 1830 et s'implique dans les batailles politiques dans une opposition virulente à la monarchie de Juillet. Il pratique la caricature politique sur l'instance de Daumier, alors interné à la prison Sainte-Pélagie, mais publie également de nombreuses eaux-fortes, présentées à la galerie Gaugain où la duchesse du Berry le découvre et achète Une chaumière. Il tombe gravement malade. Remis, il voyage à travers l'Auvergne, la vallée du Rhône jusqu'à Aigues-Mortes ; la pratique de l'aquarelle devient déterminante.
Il devient un intime de l'écrivain Lamartine, dont il apprécie le lyrisme, mélange d'exaltation et de profonde mélancolie, depuis qu'il a lu en 1820 les Méditations Poétiques. L'œuvre de Paul Huet s'inscrit alors pleinement dans le mouvement romantique. Ses amis sont Delacroix, Alexandre Dumas, Théophile Gauthier, Lamartine.

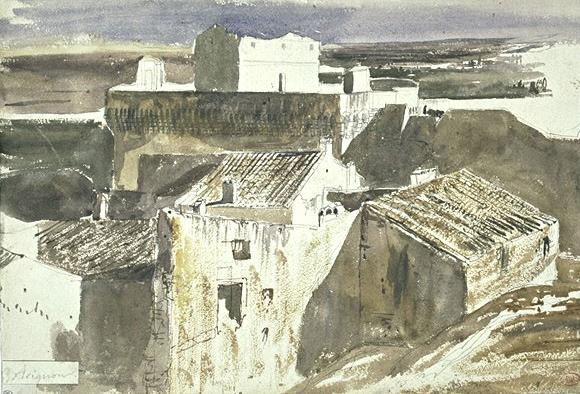
Vue de Villeneuve-lès-Avignon (1833), aquarelle, Paris, musée du Louvre.

L'irascible Delécluze, défenseur de Ingres, lui reproche dans le Journal des débats en 1833 de « négliger absolument le dessin » alors que la Vue générale de Rouen de Paul Huet est récompensée par une médaille au Salon de la même année. En juillet, Paul Huet, encouragé par Granet, descend dans le Midi son carnet d'aquarelles sous le bras. En août et en septembre, il se rend à Arles, Nîmes et Aigues-Mortes.
En 1834, il épouse sa nièce, Céleste Richomme, peintre et copiste. À partir de 1835, sa touche s'affermit. En 1837, il est nommé professeur de dessin de la duchesse d'Orléans avec l'entremise d'Alexandre Dumas qui s'amuse qu'un républicain se mette au service de la noblesse. Il est reçu par George Sand à Nohant et correspond avec elle.

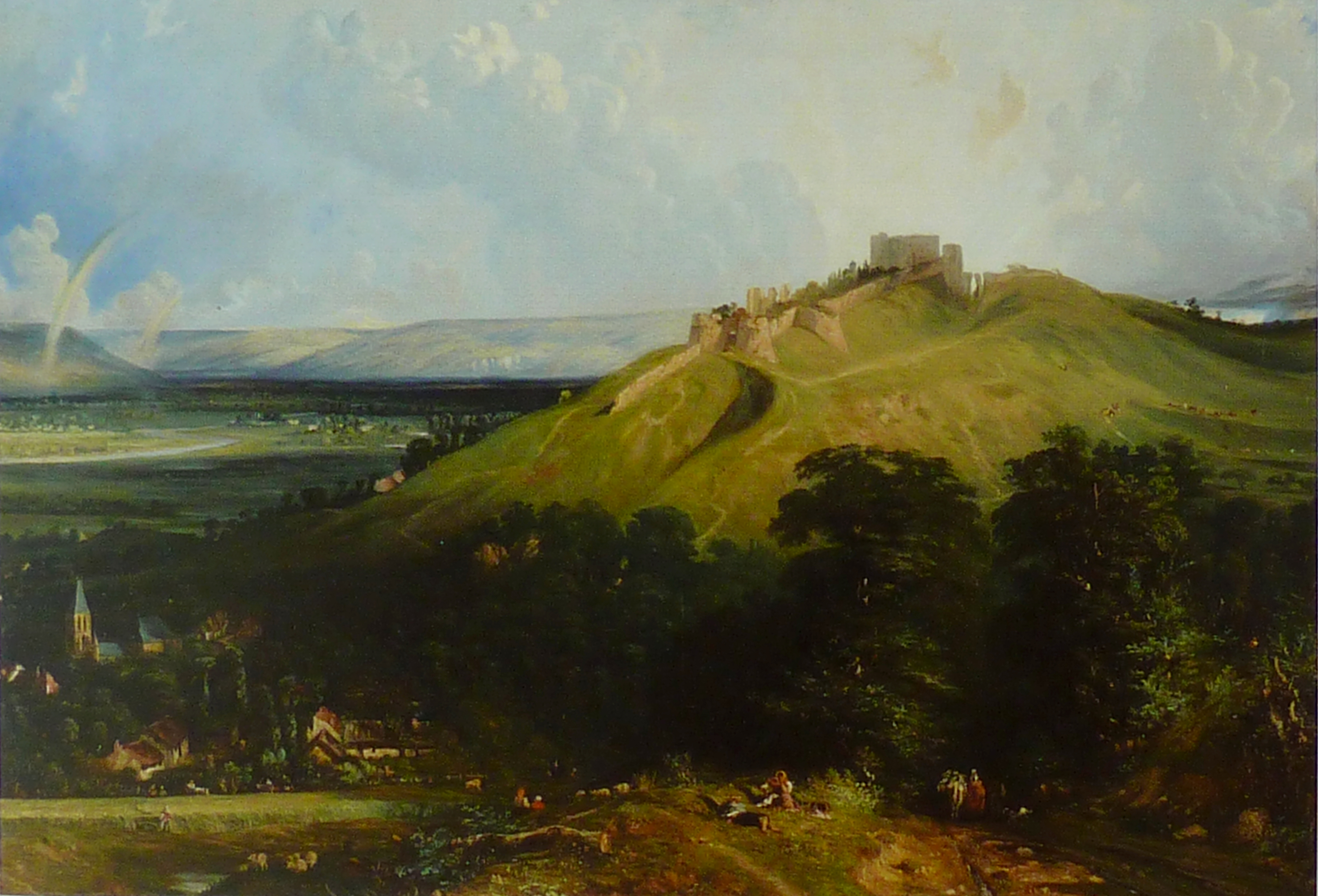
Arques-la-Bataille (1839), musée des Beaux-Arts d'Orléans.

En 1839, alors que Daguerre vient d'inventer son procédé photographique, le duc d'Orléans commande au peintre une suite d'aquarelles sur les villes méridionales. Le peintre est saisi par cette invention, il écrit à son ami Ducaisne : « Je suis tout étourdi de la découverte de Daguerre (mais) je suis sans inquiétude pour l'art lui-même. » La même année, Céleste meurt de phtisie, après plusieurs séjours dans le Midi et à Nice, dont le climat était favorable à son épouse. Il reçoit les insignes de chevalier de la Légion d'honneur le 22 juin 1841.

### Un nouveau mariage

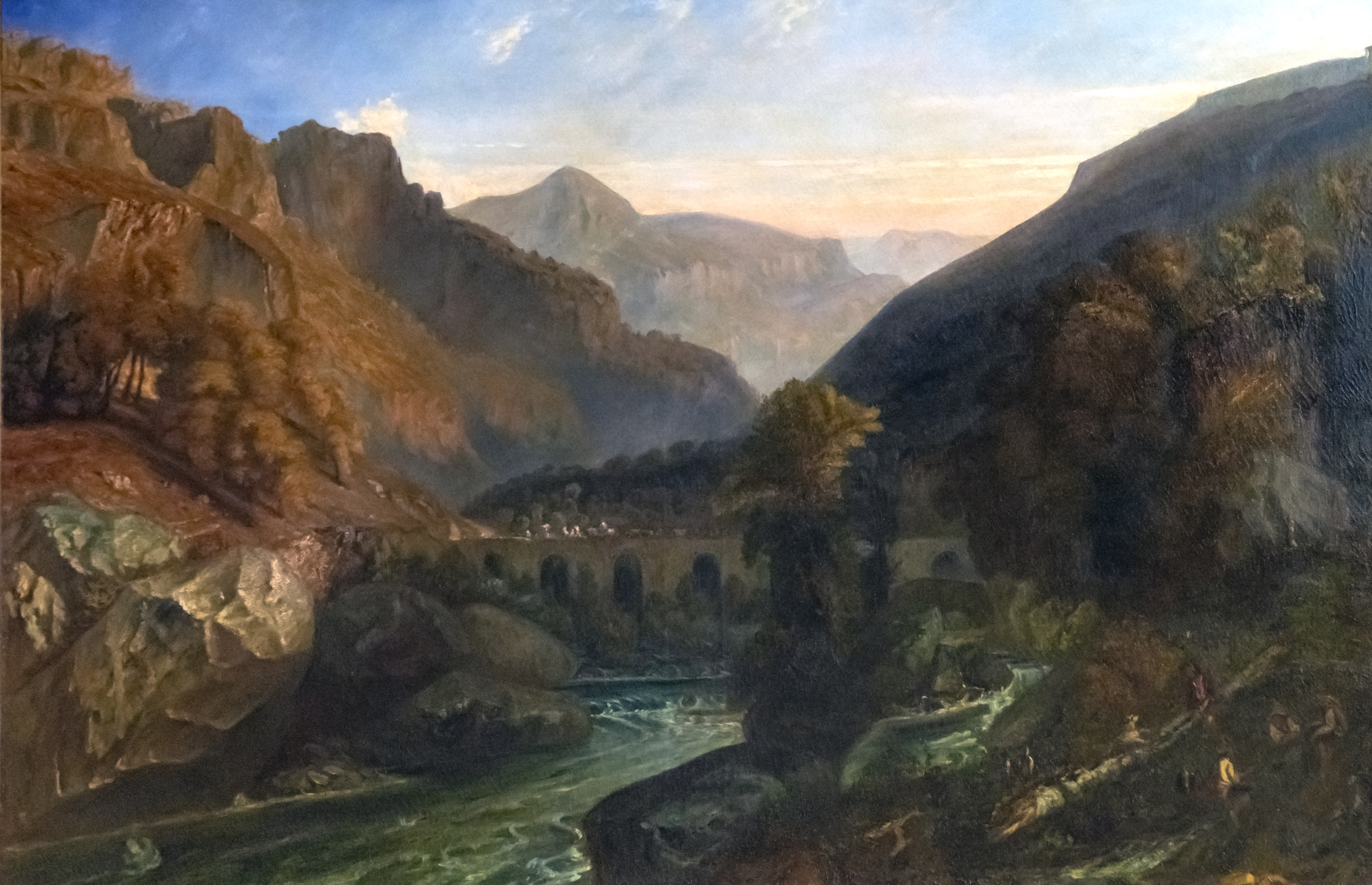
Vue prise aux environs du col de Tende (Salon de 1849), musée des Beaux-Arts de Carcassonne.

Après un voyage en Italie à Rome, Huet épouse Claire Sallard en 1843 de 19 ans sa cadette. Son fils René naît le 28 novembre 1844. Il commence la pratique du pastel. Bien que refusé au Salon avec Corot, le peintre vit avec une aisance discrète vendant régulièrement sans marchand à une clientèle bourgeoise.
En 1845, il se rend aux thermes d'Eaux-Bonnes, dans les Pyrénées-Atlantiques, avec son ami Delacroix, pour soigner « un engorgement du poumon ». Il découvre l'Espagne, séjourne à Pau où en 1846 naît sa fille Edmée le 25 août.
Après 9 ans d'absence à Paris, il revient au Salon de 1848 où il reçoit une médaille d'or. Il s'oppose aux insurrections de Juin 1848 les armes à la main pour rétablir l'ordre. La République rétablie, il tente d'impliquer le gouvernement comme protecteur des arts. Il souhaite restaurer les palais nationaux et y faire pratiquer les jeunes artistes pour leur donner du travail en travaillant à la décoration et en copiant les chefs-d’œuvre pour « rendre l'art populaire ».
Il pratique alors la peinture sur le motif en Normandie et à Fontainebleau. Il est fasciné par Watteau, dont il possède plusieurs toiles. Quand Victor Hugo appelle au soulèvement contre le Coup d'État du 2 décembre 1851, il est sur les barricades et dans les manifestations. Il est malmené et manque d'être fusillé rue Saint-Placide, par un peuple parisien s'estimant trahi. Il s'offre comme commissaire à la Révolution à son domicile 55, rue du Cherche-Midi. La répression s'abat faisant plusieurs morts. David d'Angers est arrêté. Vaincu, ses amis en exil et atteint d'une ophtalmie qui l'empêche de travailler pendant six semaines, il est pris de colère et de désespoir. Il se rétablit à la fin de l'hiver.

### Une santé fragile

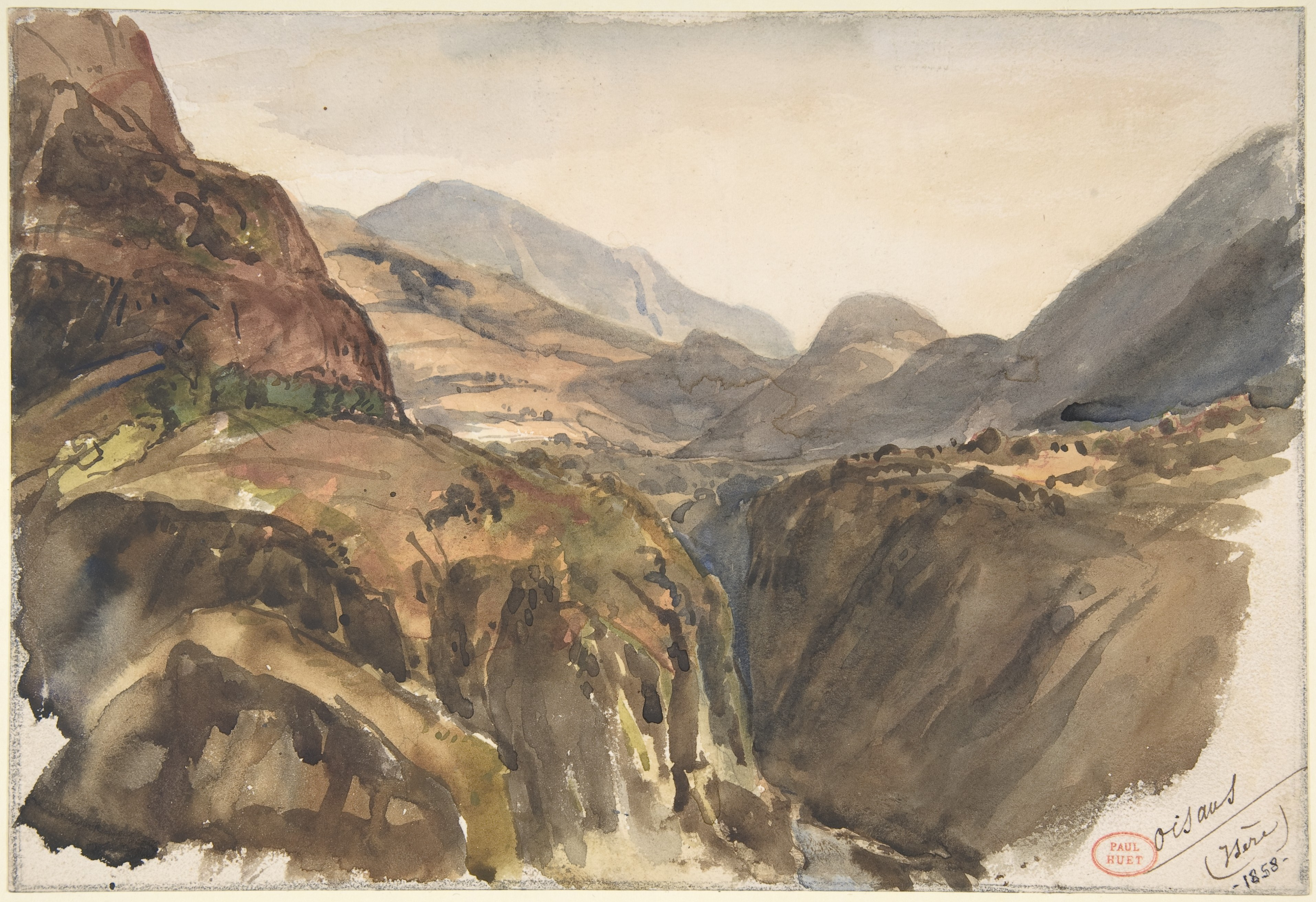
Oisans (Isère) (1858), aquarelle, New York, Metropolitan Museum of Art.

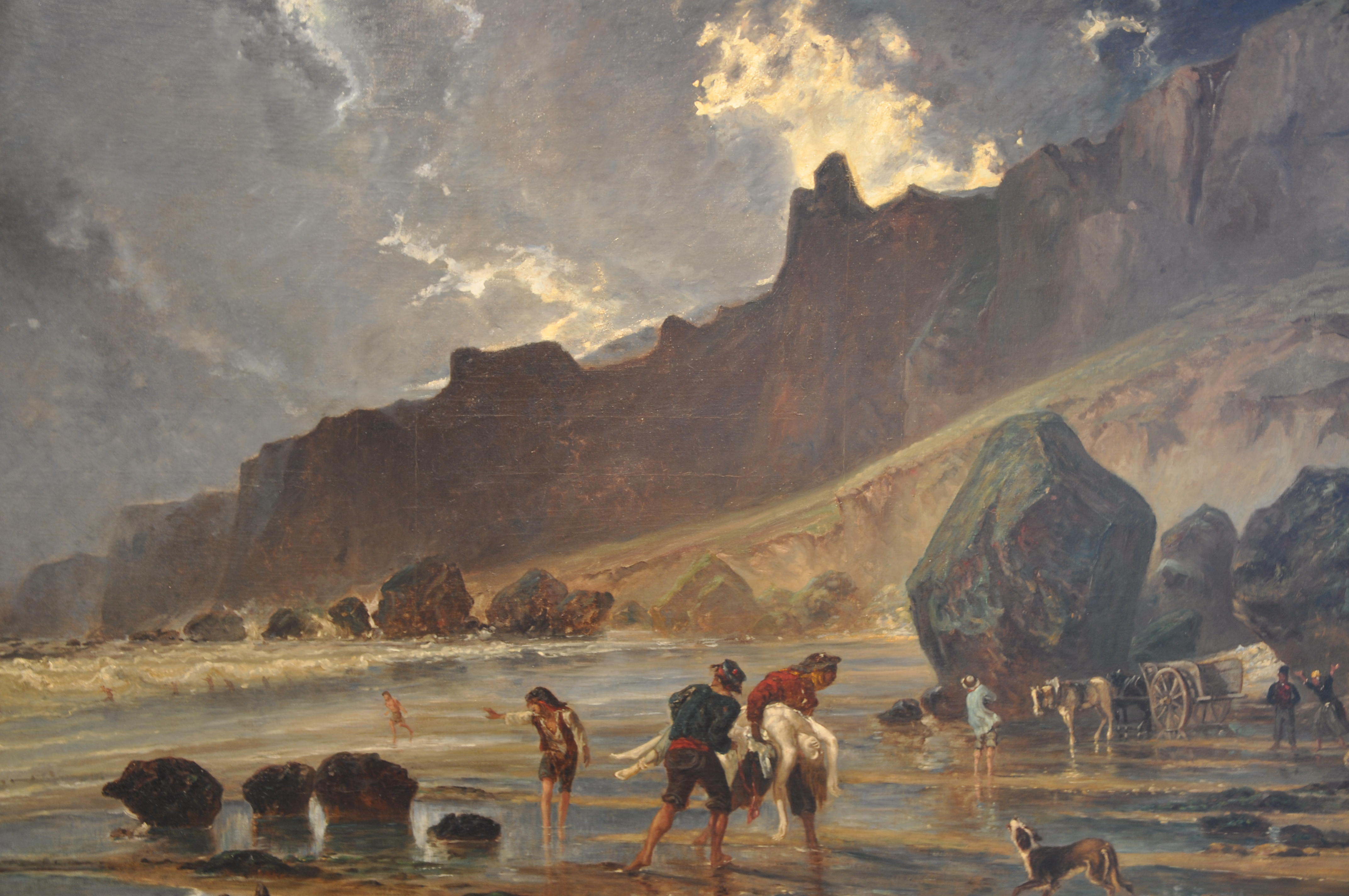
Vue des falaises de Houlgate (1863), musée des Beaux-Arts de Bordeaux.

Mis à l'index par le gouvernement de Napoléon III en 1852, il se définit comme un « exilé de l'intérieur ». De plus il se remet difficilement d'une rougeole. En 1855, il peint L'Inondation de Saint-Cloud. Delacroix est enthousiaste : « Votre Grande inondation est un chef-d'œuvre, elle pulvérise la recherche des petits effets à la mode ! », lui écrit-il le 21 avril et il lui obtient une médaille supplémentaire à l'Exposition universelle de Paris.
En 1856, il contracte la fièvre typhoïde lors d'un séjour en Normandie et s'en remet difficilement ; il reste à nouveau alité six mois et pendant plus de deux ans, il est incapable travailler régulièrement. Il écrit alors ses pensées. En 1857, le gouvernement lui achète L'Inondation de Saint-Cloud pour le musée du Luxembourg.
Rétabli mais fragile, il travaille au Tréport, à Dives ou dans la forêt de Fontainebleau. En 1858, Eugène Delacroix le visite et note dans son journal au mardi 13 avril : « J'ai été trois heures et demi chez Huet. Ses tableaux m'ont fait impression. Il y a une vigueur rare ; encore des endroits vagues, mais c'est dans son talent. On ne peut rien admirer sans regretter quelque chose à côté. En somme, grands progrès dans ses bonnes parties. En voilà assez pour faire des ouvrages qui restent dans le souvenir, ce qui m'est arrivé pour ceux-ci. J'y ai pensé avec beaucoup de plaisir toute la soirée. »
En 1861, les décès successifs de son frère aîné et de sa nièce Caroline l'anéantissent complètement. Sa femme décide de les installer à Sèvres. Il voyage à Londres en 1862 à l'occasion de la présentation de sa grande Inondation à l'Exposition Universelle. Il est déçu de revoir la peinture de Constable qu'il semble préférer dans son souvenir et est enchanté par la vue des Turner et de leurs folies. Il rend visite à la famille d'Orléans en exil à Londres. Il apprécie la ville, ses parcs mais aussi commente sa misère sociale. Il part en Cornouailles et au Cumberland dont il rapporte une douzaine de lavis dont des vues de Stonehenge.
En 1863, il achète un chalet à Chaville et se passionne pour l'art japonais qu'il a découvert à Londres. Il prononce l'éloge funèbre de Delacroix qu'il ouvre par les mots de Goethe : « Messieurs. Les morts vont vite », que Delacroix aimait citer. Désigné héritier par Delacroix, il reçoit la collection de lithographies de Charlet, des peintures de Monsieur Auguste et des esquisses de Portelet, mais ne recevant aucun souvenir de Delacroix, dessin ou peintures, il participe à la vente de l'atelier en 1864 où il achète entre autres une tête de cheval, une figure académique. En 1864, il voyage en Hollande pour découvrir Rembrandt et Rubens. Il participe à l'exposition universelle de 1867, mais vit mal les critiques de Théodore Rousseau devenu académicien et président du Salon, alors que poussé par ses amis Michelet et Ernest Meissonier, il s'est présenté à l'Académie des beaux-arts sans succès.

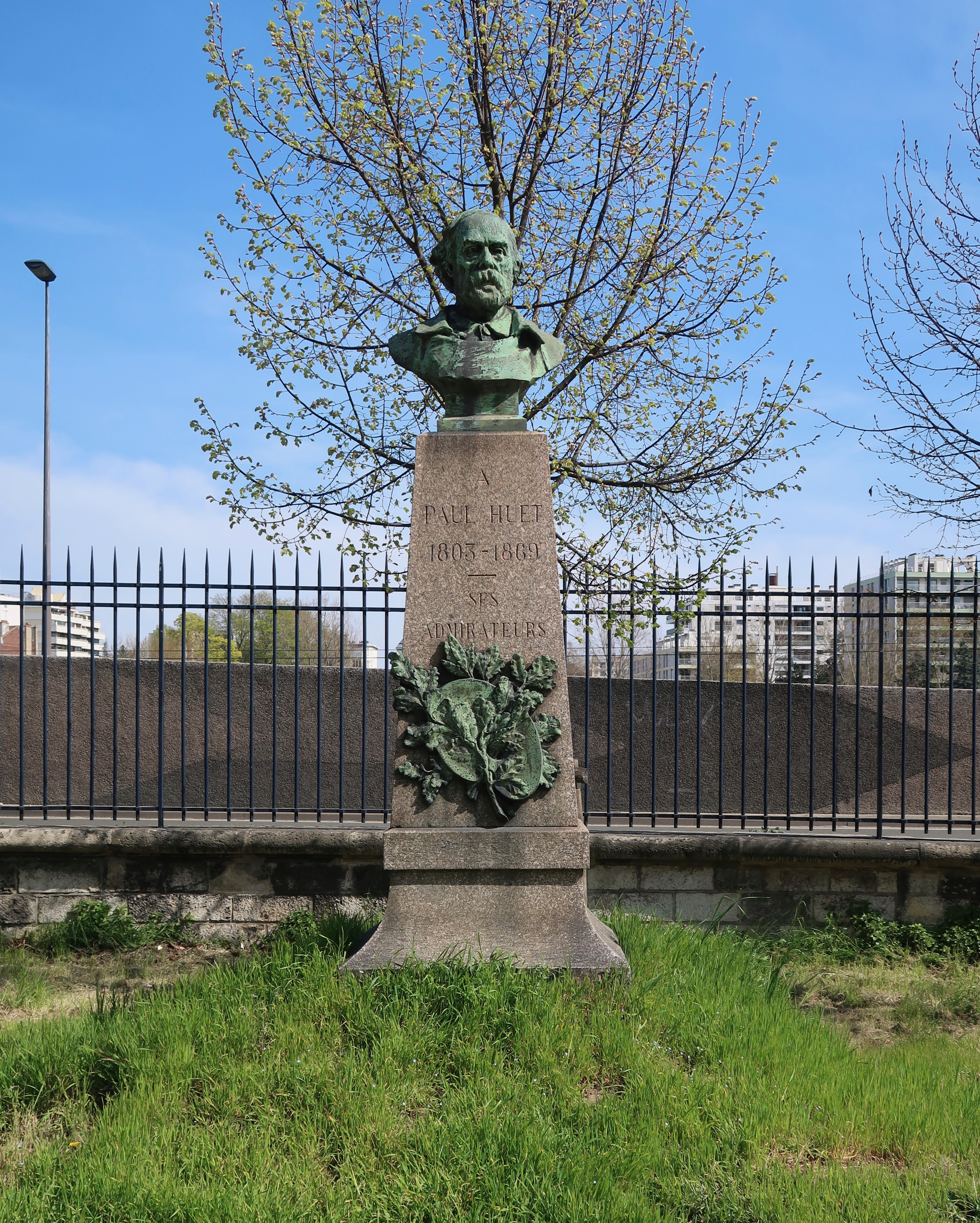
Armand Bloch, Monument à Paul Huet, parc de Saint-Cloud.

Son fils René-Paul Huet (1844-1928), élève aux Beaux-Arts, assiste son père en marouflant esquisses et toiles sur de meilleurs supports. En 1868, sa fille Edmée (1846-1910) épouse Robert David d’Angers (1833-1912), le fils du célèbre sculpteur et ami de longue date du peintre. Le mariage est difficile, malheureux et inquiète le peintre. Après un dernier séjour en Normandie, à Étretat en particulier, Paul Huet meurt le 9 janvier 1869, au 35, rue Madame, dans le 6e arrondissement de Paris d'une embolie pulmonaire et « de chagrin ». Sur son bureau, on trouve un mot « MORT JE SUIS ». Il est enterré le 11 janvier à Paris au cimetière du Montparnasse. Lors de son discours, Ernest Chesneau déclarait que le paysage avant Paul Huet, « était un art décoratif, un art de combinaison académiques ; il en a fait un art de passion, un art héroïque ». Selon son ami Jules Michelet, « Il était né triste, fin, délicat, fait pour les nuances fuyantes, les pluies par moments soleillées, c'était plus qu'un pinceau, c'était une âme, un charmant esprit, un cœur tendre. »
Dans la partie basse du parc de Saint-Cloud (Hauts-de-Seine), le Monument à Paul Huet par Armand Bloch lui rend hommage.

## Œuvre
L'œuvre de Paul Huet évolue d'un paysage rêvé, idéalisé, romantique qui rappelle par ses cieux tourmentés la peinture de Georges Michel à une peinture naturaliste qui préfigure l'impressionnisme par des aquarelles et des carnets de voyage, précis voire ethnographiques sur les régions françaises. Son œuvre est donc marqué par le lyrisme « des orages et la fureur des flots » cher aux écrivains Victor Hugo, Jules Michelet ou Alexandre Dumas. Ses aquarelles sont des études des variations et des effets atmosphériques, suggérant formes et coloris d'autant qu'il est un des premiers artistes français à pratiquer l'aquarelle avec une liberté comparable à celle des peintres anglais. Profondément marqué par Constable à ses débuts, l'influence de Turner est notable autour de 1828 où il dissocie les formes et les lumières, dont l'aquarelle "Matinée d'hiver près du Pont-Neuf" est un exemple frappant. Cette pratique tend à disparaître après 1835.
Il utilise des tons purs depuis 1828 dans une époque qui valorise les tons rompus. À partir de 1845, sa touche se fait large et juxtaposée évoluant à partir de 1862 pour une touche plus ronde qui sera vue et assimilée par Claude Monet, Alfred Sisley ou Camille Pissarro alors que les peintres impressionnistes ont pu comparer Turner et Huet au Salon et à l'Exposition universelle de 1855. À partir de 1863, son œuvre devient pré-impressionniste par des effets de dégradation de la lumière aussi bien dans les aquarelles de paysages d'Apt dans le Vaucluse que dans son dernier chef-d'œuvre, une peinture à l'huile : La Laïta à marée haute (1865-1868).
Cependant, l'œuvre de Paul Huet reste peu ou mal connue car peu étudiée dans sa totalité, la dernière grande rétrospective de Paul Huet datant de 1938.
- L'Orage à la fin du jour ou Le Cavalier (1822), huile sur toile marouflée sur panneau, 46 × 68 cm, localisation inconnue, Vente Rossini 2004[35]
- Le Parc de Saint-Cloud, un jour de fête (1829), huile sur toile, 36 × 46 cm, musée du Louvre[36]
- Coucher de soleil sur une abbaye au milieu des bois (avant 1831), huile sur toile, 173 × 261 cm, Salon de 1831 (no 1082), musée d'Art et d'Archéologie de Valence[37]
- Vue de Villeneuve-lès-Avignon (vers 1833), aquarelle, 26 × 39 cm, musée du Louvre[38]
- Vue générale d'Avignon et de Villeneuve-lès-Avignon, prise de l'intérieur du fort Saint-André[39](1834), huile sur toile, 130 × 161 cm, musée de Cahors Henri-Martin[40]
- Clermont-Ferrand vu depuis Royat (vers 1835), huile sur papier marouflée sur toile, 22 × 33 cm, Clermont-Ferrand, musée d'Art Roger-Quilliot[41]
- Ollioules près de Toulon, route de Marseille (1838–1839), aquarelle, 25 × 45 cm, localisation inconnue[42]
- Vue du Puy de Dôme et de Royat (1839), huile sur papier marouflée sur toile, 30 × 38 cm, Clermont-Ferrand, musée d'art Roger-Quilliot
- Vue du château d'Arques, à Dieppe, Salon de 1840, huile sur toile, 115 x 187 cm, musée des Beaux-Arts d'Orléans[43],[44]
- Toulon vu de La Seyne (1838-1841), aquarelle, 17 × 31 cm, localisation inconnue[45]
- Le Pont du Gard (1841), aquarelle, 16 × 32 cm, localisation inconnue[46]
- Le Val d'Enfer au pied du Sancy, esquisse du précédent (vers 1847), huile sur bois, 21 × 25 cm, musée des Beaux-Arts de Reims[47]
- Le Val d'Enfer au pied du Sancy (1847), huile sur toile, 67 × 102 cm, musée des Beaux-Arts de Reims[48]
- Vue prise aux environs du col de Tende (1948)[49], huile sur toile, musée des Beaux-Arts de Carcassonne
- Les Brisants à la pointe de Granville(vers 1852), huile sur toile, 68 × 103 cm, musée du Louvre[50]
- Calme du matin, intérieur de forêt (vers 1852), huile sur toile, 58 × 86 cm, musée du Louvre[51]
- Soleil couchant (1855), huile sur toile, 112 × 213 cm, musée du Louvre[52]
- L'Inondation de Saint-Cloud ou Parc de Saint-Cloud (1855), huile sur toile, 203 × 300 cm, musée du Louvre[53]
- Vue sur les montagnes à Oisans (Isère) (1858), aquarelle, 17 × 26 cm, Metropolitan Museum, New York[54]
- Porte de la route d'Uriage, à Vizille (1858), aquarelle sur papier, 30 × 32 cm, Vizille, musée de la Révolution française[55]
- Étude d'un bœuf avec entrave (vers 1858), huile sur toile, 38 × 53 cm, musée du Louvre[56]
- Grande marée d'équinoxe aux environs de Honfleur (1861), huile sur toile, 101 × 164 cm, musée du Louvre[57]
- Le Gouffre, paysage (1861), huile sur toile, 125 × 212 cm, Paris, musée d'Orsay[58]
- Vue des falaises de Houlgate (1863), huile sur toile, 157 × 227 cm, musée des Beaux-Arts de Bordeaux[59]
- La Laïta à marée haute (1865-1868), huile sur toile, 33 × 55 cm, musée des Beaux-Arts de Quimper[60].
- Le bois de La Haye; soleil couchant par un brouillard d'automne (Hollande), Salon de 1866, huile sur toile, 188,5 x 280 cm, musée des Beaux-Arts d'Orléans[61]

Dates non documentées
- Forêt de Fontainebleau ou Les Chasseurs, huile sur toile, 87 × 125 cm, musée du Louvre[62]
- Intérieur de forêt (Compiègne), huile sur carton, 21 × 26 cm, musée du Louvre[63]
- Cheval normand, huile sur carton, 21 × 27 cm, musée du Louvre[64]
- Chaumière normande, huile sur toile, 23 × 38 cm, musée du Louvre[65]
- Paysage romantique avec château, aquarelle, 13 × 26 cm, musée d'Art du comté de Los Angeles[66]
- Étude d'arbres, plume, encre brune et lavis brun sur papier beige, H. 0,592 ; L. 0,442 m[67]. Paris, Beaux-Arts de Paris[68]. Huet se passionne pour la forêt de compiègne, il partage dans ce dessin son émotion profonde pour cette nature familière. Sur une butte se dressent plusieurs arbres majestueux dont l'artiste retient principalement les troncs, l'un d'entre eux a été fracassé par la foudre.
- Étude d'arbres : clairière, plume, encre brune et lavis brun, 43,5 × 58,5 cm[69]. Paris, Beaux-Arts de Paris[70]. Huet représente un sous bois, espace intime où les arbres deviennent les acteurs du lieu, il fait apparaître le ciel comme une toile de fond lumineuse.

Œuvres de Paul Huet
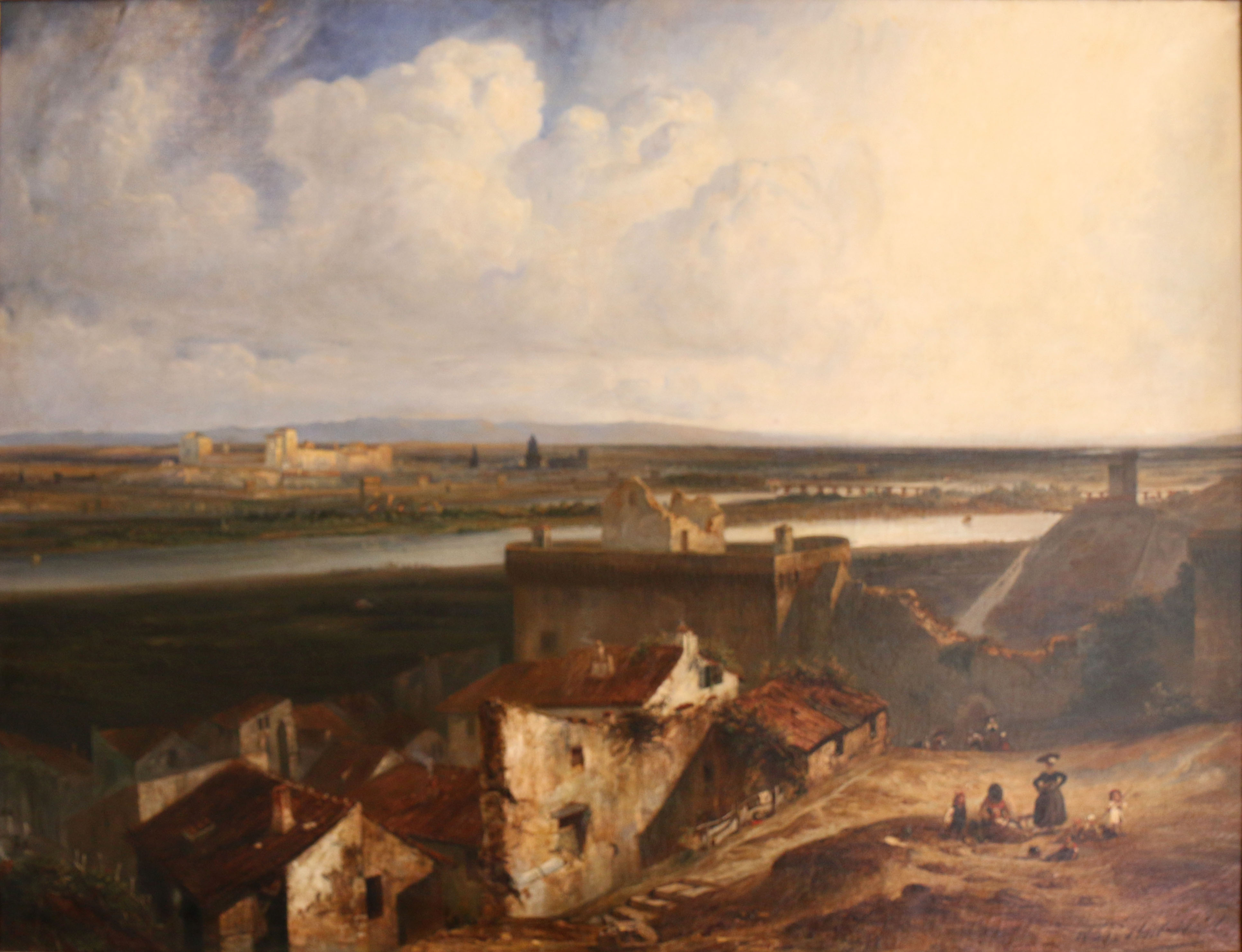
Vue générale d'Avignon et de Villeneuve-les-Avignon, prise de l'intérieur du fort Saint-André (1834) Avignon, musée Calvet.
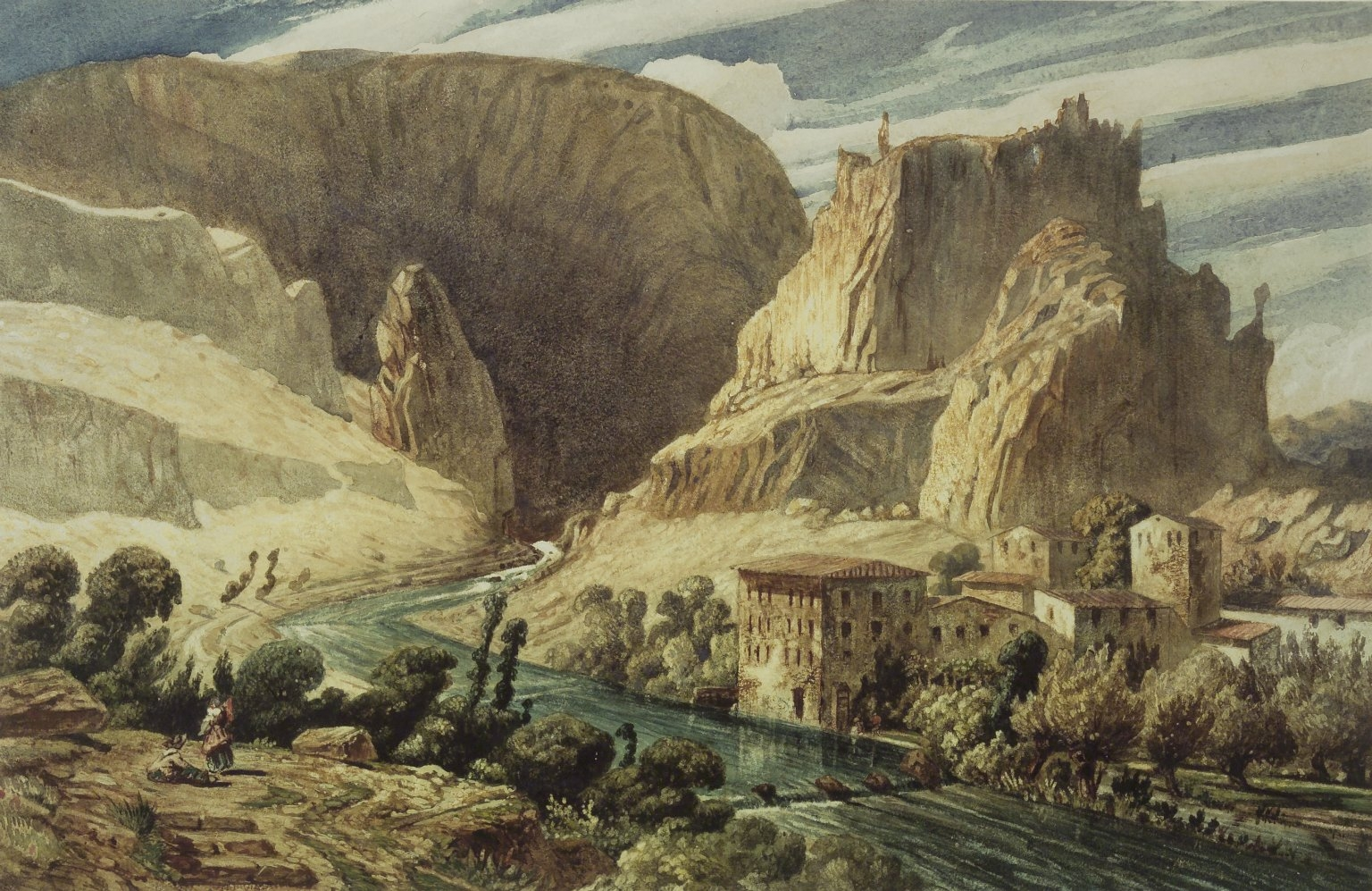
Fontaine de Vaucluse (1839) New York, Brooklyn Museum.
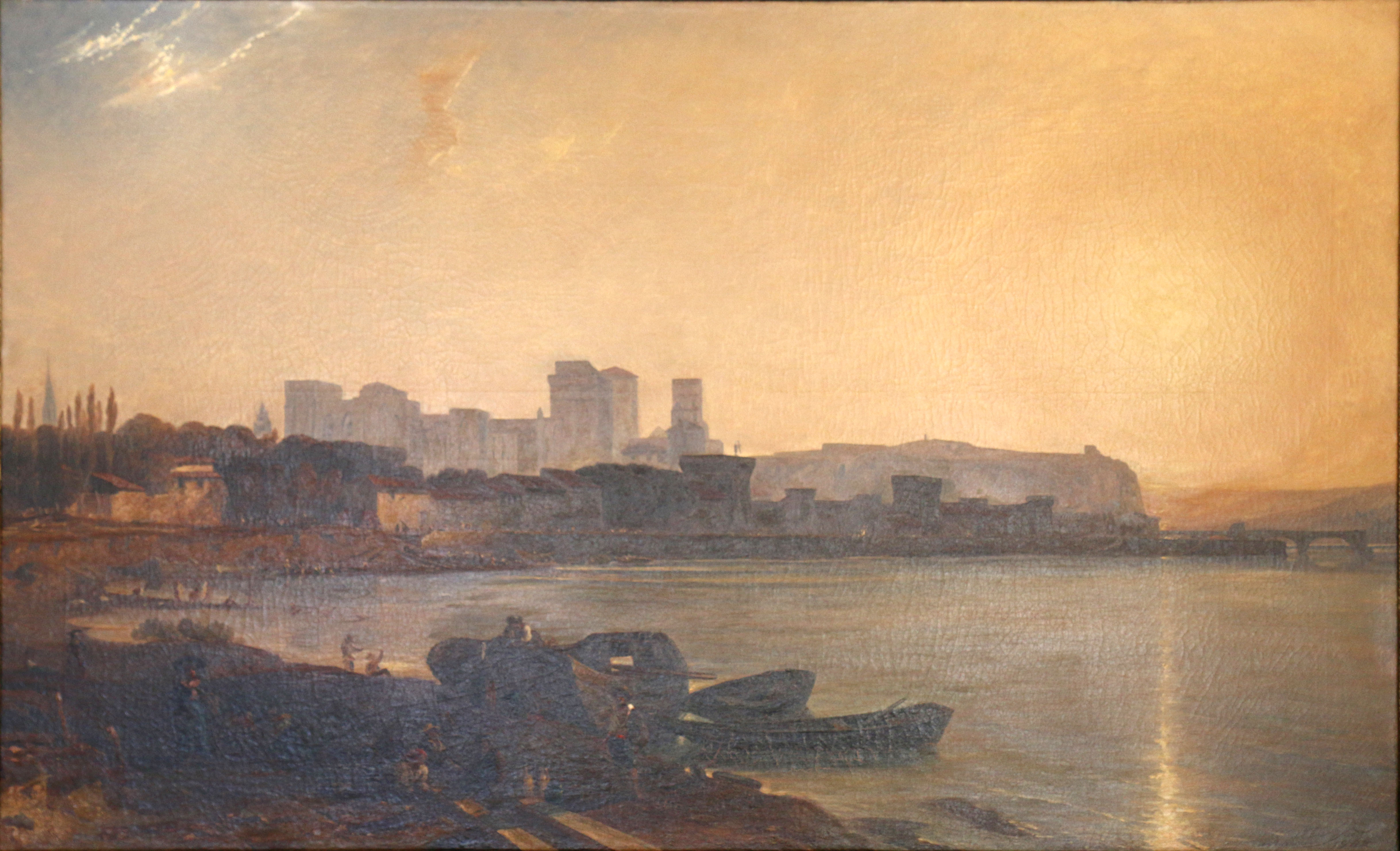
Vue d'Avignon prise du côté nord (1841) Avignon, musée Calvet
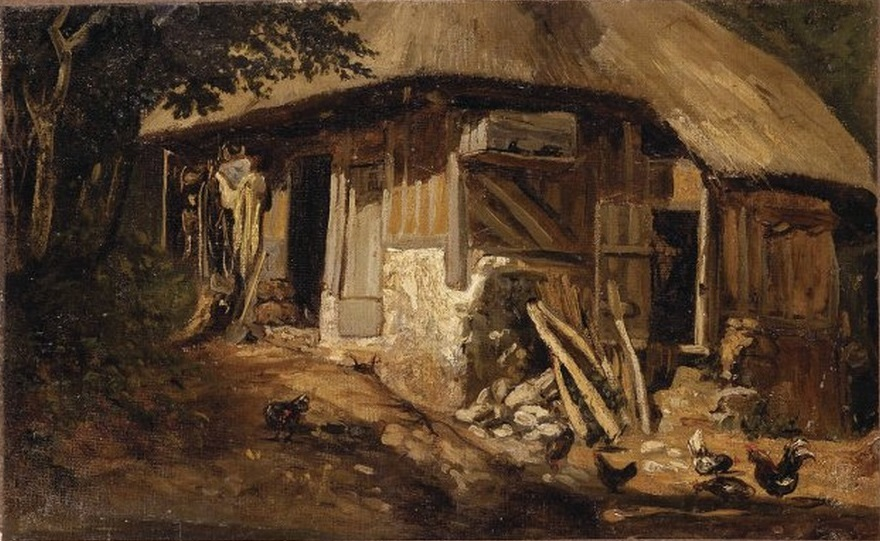
Chaumière normande (vers 1850) Paris, musée du Louvre.
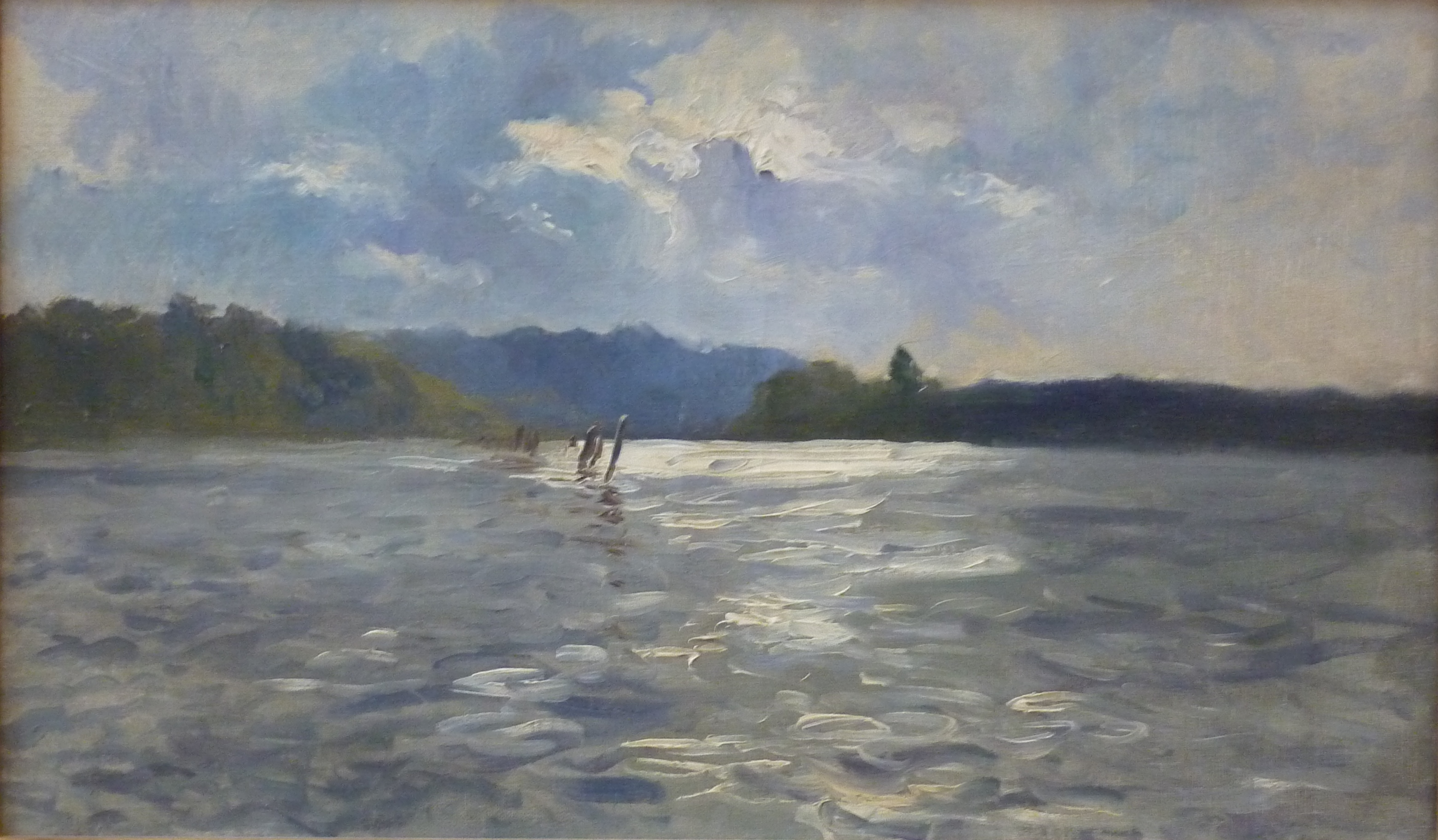
La Laïta à marée haute (1865-1868) musée des Beaux-Arts de Quimper.
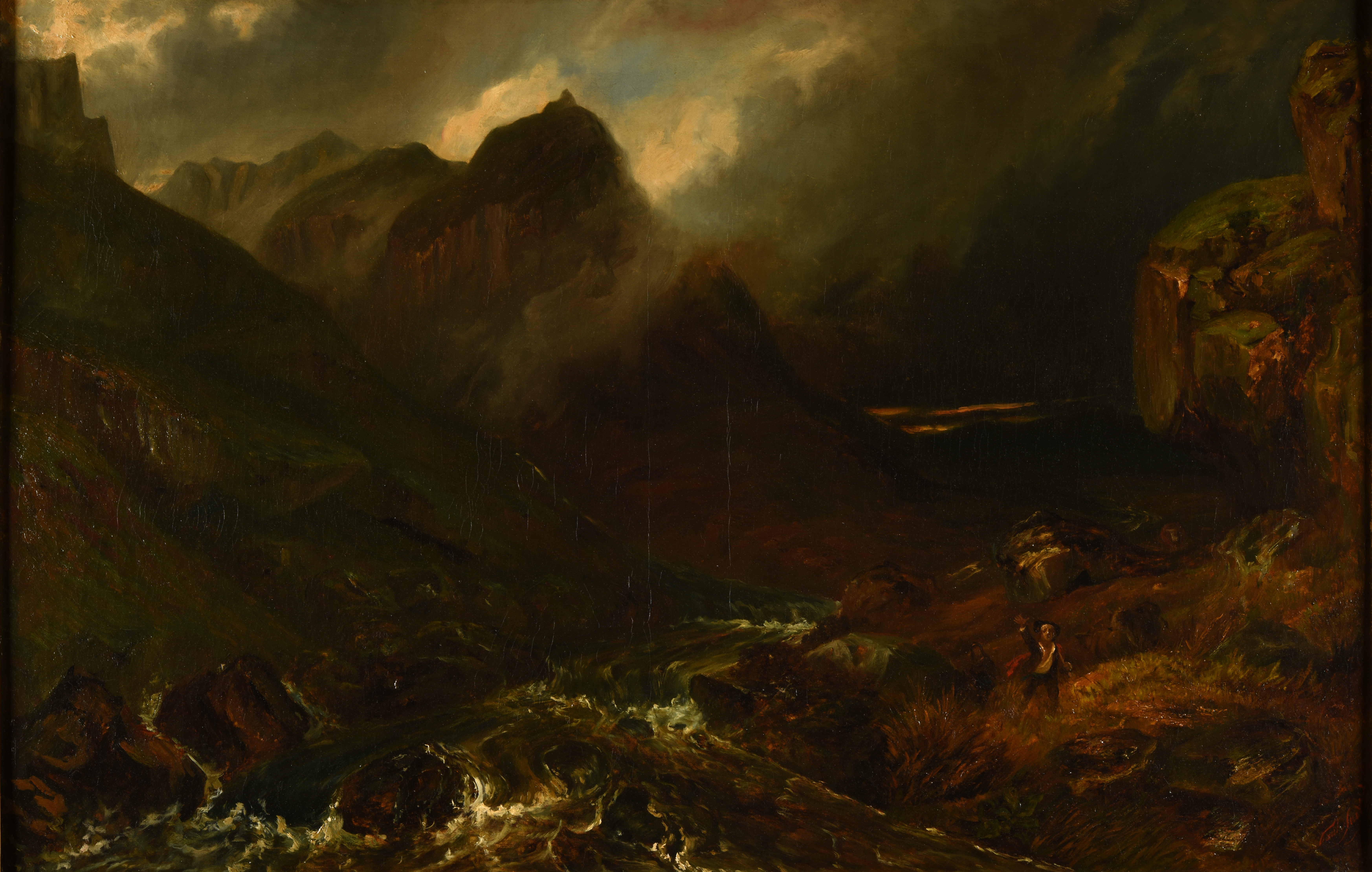
Le Val d'Enfer au pied du Sancy, musée des Beaux-Arts de la ville de Reims

## Rétrospectives
- Exposition au musée de Vire, 2008.